# 王健 (1971年生の俳優)
王 健（ワン ジェン、1971年 - ）は、中国出身の元俳優、元タレント。現在は株式会社エスエフジーエージェンシーの代表取締役を務める。

## 人物
1994年、来日。
NHK幼児番組「えいごであそぼ」（1999 - 2000年度）番組にてデビュー、「えいごであそぼ」番組の体操のお兄さんを務め、卒業後NHK BSライブ番組に準レギュラーとして参加。
舞台表現者として得意の身体技を活かし、ブロードウェイミュージカル、歌舞伎、演劇舞台などに出演。ローリングバランスや倒立などを得意とし、テレビ出演時にそれらを披露することもあった。
2003年、TBSの筋肉番付の舞台版マッスルミュージカル（筋肉ミュージカル／MUSCLE MUSICAL）に参加し、全作品の出演・制作に参加。
2009年、吉本興業のなんばグランド花月劇場で年間レギュラー出演。
2013年、現役引退後、株式会社エスエフジーエージェンシーを創立。代表取締役を勤める。

## 出演情報

### 【 テレビ 】

#### ●NHK
- 英語であそぼ - 体操のお兄さん
- みんなの広場だ!わんパーク
- 天才てれびくん
- フルーツサンデー
- 忍たまがやってくる
- NHK紅白歌合戦（第57・58回）
- BSどーもくんワールド　YouTube[1]

#### ●フジテレビ
- 新春かくし芸大会（1997年・2001年）
- とんねるずのみなさんのおかげでした
- ポンキッキーズ

#### ●テレビ朝日
- スポ★カジ　2007
- 頑張る人応援バラエティ 体育の時間　2007（スポーツバラエティー）

#### ●TBS
- SASUKE 2008秋（第21回）
- 筋肉番付
- ZONE
- 体育大国
- 夜の体育
- ジャングルTV 〜タモリの法則〜

●BS-i

#### ●TOKYO-MX
- マッスルチャンネル (2007年4月 - 9月)

### 【 舞台 】
- マッスルミュージカル
  - マッスルミュージカル ラスベガス公演
  - マッスルミュージカル 2008年度全作
  - マッスルミュージカル 2007年度全作
  - マッスルミュージカル 2006年度全作
  - マッスルミュージカル 2005年/VIKING・祭
  - マッスルミュージカル 2003年/Love of muscle
- ブロードウェイミュージカル ピーターパン（2002年 - 2004年）
- ジャニーズV6〈かみせん劇団〉　SAY YOU KIDS
- 横浜夢座 「横浜行進曲」、「横浜萬国劇場KAI HO RO!」
- 歌舞伎公演 12月大歌舞伎 「国性爺合戦」、「長春の春」（大阪上方花舞台）

### 【 ラジオ 】
- RADIO-i（愛知国際放送株式会社）
  - World Connection - パーソナリティー